# Ōno, Gifu
Ōno (japanska: 池田町?, Ōno-chō) är en landskommun i Gifu prefektur i Japan. 